# سیارک ۷۱۳۴
سیارک ۷۱۳۴ (به انگلیسی: 7134 Ikeuchisatoru، نامگذاری:1993UY) هفت هزار و صد و سی و چهارمین سیارک کشف شده‌است که در ۲۴ اکتبر ۱۹۹۳ کشف شد.